# مایک دویل
مایک دویل (به انگلیسی: Mike Doyle) بازیکن فوتبال زادهٔ ۲۵ نوامبر ۱۹۴۶ اهل انگلستان که سابقهٔ بازی در تیم ملی فوتبال انگلستان را در کارنامهٔ خود دارد. وی در تاریخ ۲۴ مارس ۱۹۷۶ نخستین بازی ملی خود را در مقابل تیم ملی فوتبال ولز انجام داد و با حضور در ۵ بازی ملی، در تاریخ ۹ فوریه ۱۹۷۷ واپسین بازی ملی‌اش را در برابر تیم ملی فوتبال هلند برگزار کرد.